# Аксьоново (Пушкіногорський район)
Аксьоново (рос. Аксёново) — присілок в Пушкіногорському районі Псковської області Російської Федерації.
Населення становить 3 особи. Входить до складу муніципального утворення Велейська волость.

## Історія
Від 2015 року входить до складу муніципального утворення Велейська волость.

## Населення
| 2001 | 2002 | 2010 |
| ---- | ---- | ---- |
| 3    | →3   | →3   |